# 요한나 크반트
요한나 마리아 크반트(독일어: Johanna Maria Quandt, 혼전 성씨: 브룬(Bruhn), 1926년 6월 21일 ~ 2015년 8월 3일)는 독일의 억만장자 사업가이자 BMW를 파산에서 부활시킨 사업가 헤르베르트 크반트의 미망인이었다. 포브스에 따르면, 그녀는 독일에서 8번째로 부유한 사람이었고, 세계에서 77번째로 부유한 사람이었으며, 세계에서 11번째로 부유한 여성이었다.

## BMW에서의 경력
요한나 브룬은 1950년대에 미래의 남편 사무실에서 비서가 되었고 결국 그의 개인 비서가 되었다. 그 둘은 1960년에 결혼했다. 1982년 그가 사망한 후, 그녀는 BMW의 대주주였고 1982년부터 1997년 은퇴할 때까지 BMW의 감독 이사회에 있었다. 대부분의 시간 동안 그녀는 이사회의 부의장을 지냈다. 그녀는 사망 당시 BMW의 지분 16.7%를 소유했다.

## 가족
그녀의 결혼 생활의 두 자녀인 슈테판과 주자네 역시 BMW의 상당한 주주이며 현재 회사의 감독 이사회에 앉아 있다. 경찰은 1978년 그녀와 그녀의 딸 주자네 클라텐을 납치하려는 시도를 막았다. 요한나는 바트홈부르크포어데어회에에서 조용히 살았다.
2007년 10월 독일 공영방송 ARD의 프로그램은 제2차 세계 대전 동안 크반트 가업의 역할을 자세히 묘사했다. 그 결과, 4명의 가족 구성원들은 크반트 가족 전체를 대표하여 역사학자가 히틀러 독재 기간 동안 가족의 활동을 조사할 연구 프로젝트에 자금을 지원할 의사를 발표했다.
2014년 8월 기준으로 크반트 가문의 재산은 463억 달러로 추정된다. 요한나 크반트는 89세의 나이로 프랑크푸르트암마인 근처의 바트홈부르크포어데어회에에 있는 자신의 집에서 사망했다.
그녀는 사업 기자 지망생들을 위한 훈련을 제공하기 위해 요한나 크반트 스티프퉁 재단을 설립했다. 그 재단은 또한 뛰어난 비즈니스 저널리즘에 대한 상을 제공한다. 2009년에는 대연방공로십자장을 수상했다.